# William Amaral de Andrade
William Amaral de Andrade, noto semplicemente come William (Rio de Janeiro, 27 dicembre 1967), è un allenatore di calcio ed ex calciatore brasiliano, di ruolo difensore.

## Palmarès

### Giocatore

#### Competizioni nazionali
- Campionato portoghese: 2

Benfica: 1990-1991, 1993-1994
- Coppa del Portogallo: 1

Benfica: 1992-1993